# Antiphonarium benchorense
El Antiphonarium benchorense es un manuscrito latino antiguo, que se supone escrito originalmente en el siglo VI en la abadía de Bangor, en la región que hoy es el condado de Down (Irlanda del Norte).
Se atribuye su autoría al abad irlandés Comgall de Bangor (516-622).
Hacia 1695, Luigi Antonio Muratori (1672-1750) encontró el códice en la Biblioteca Ambrosiana de Milán y lo bautizó Antiphonarium benchorense (‘antifonario de Bangor’). El cardenal Federico Borromeo (1564-1631) lo había encontrado en la abadía de Bobbio (aldea a 60 km al noreste de Génova), y lo llevó a Milán —junto con muchos otros libros— en 1609, para fundar la Biblioteca Ambrosiana.
- Datos: Q2416289